# إدا وارن
إدا وارن (بالإنجليزية: Eda Warren)‏ هي مونتيرة أمريكية، ولدت في 17 أكتوبر 1903 في الولايات المتحدة، وتوفي بنفس المكان في 15 يوليو 1980.

## وصلات خارجية
- إدا وارن على موقع IMDb (الإنجليزية)
- إدا وارن على موقع ألو سيني (الفرنسية)
- إدا وارن على موقع قاعدة بيانات الأفلام السويدية (السويدية)
- إدا وارن على موقع قاعدة بيانات الفيلم (الإنجليزية)
- إدا وارن على موقع كينوبويسك (الروسية)